# Mimudea obvialis
Mimudea obvialis is een vlinder van de familie van de grasmotten (Crambidae), uit de onderfamilie van de Spilomelinae. De wetenschappelijke naam van deze soort is voor het eerst voorgesteld als Pionea obvialis door George Francis Hampson in een publicatie uit 1913.
De soort komt voor in Peru.